# Мартини, Джованни Баттиста
Джова́нни Батти́ста Марти́ни (итал. Giovanni Battista Martini, 24 апреля 1706, Болонья, — 4 октября 1784, Болонья) — итальянский композитор, музыковед, педагог, капельмейстер, певец, скрипач и клавесинист. Известен как «падре Мартини».

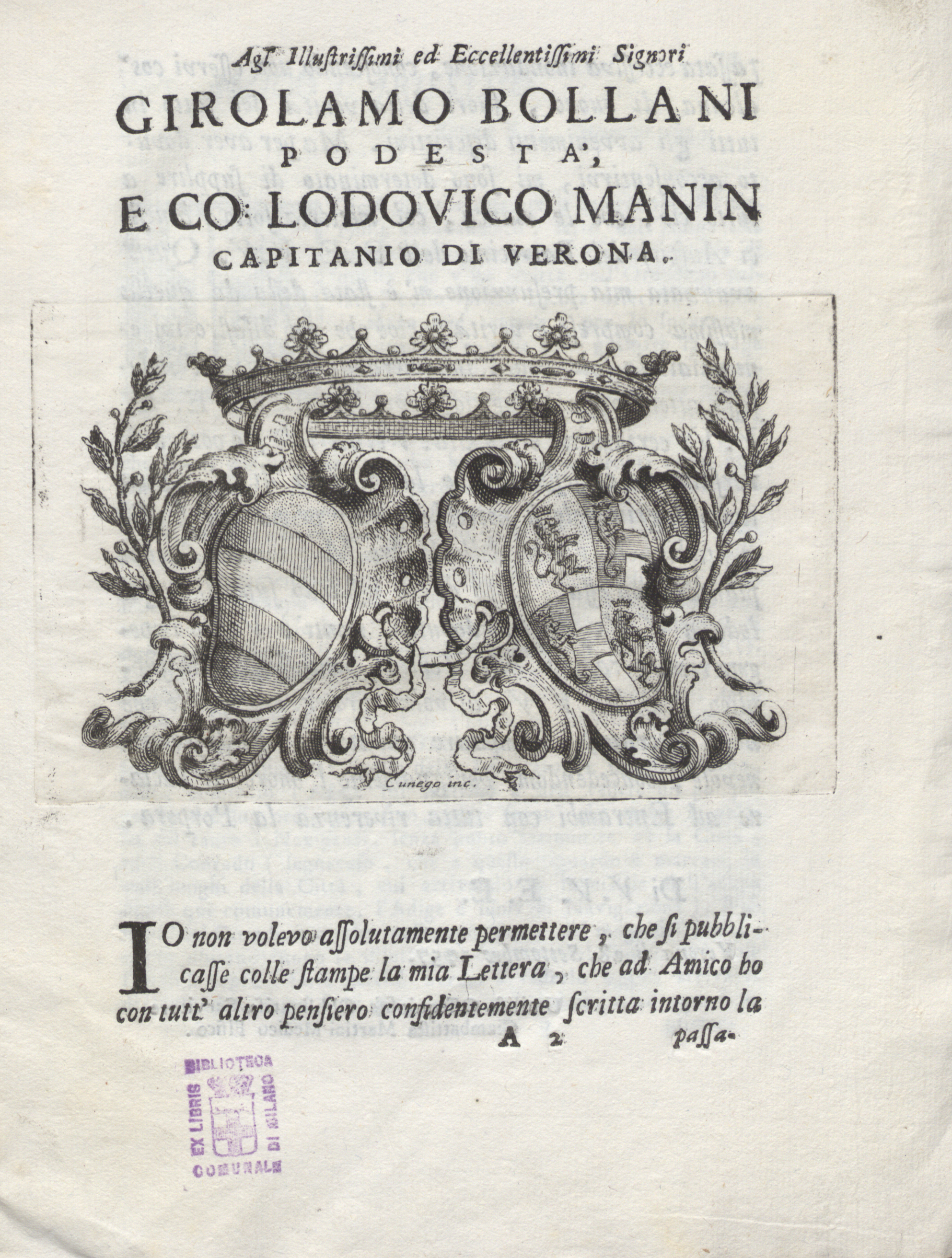
Lettera famigliare intorno l’inondazione di Verona (1757)

## Биография
Джованни Баттиста Мартини родился в семье скрипача и виолончелиста Антонио Мария Мартини, который и стал его первым учителем. В дальнейшем обучился игре на чембало и пению у падре Предьери, контрапункту у Антонио Риччери и композиции, прежде всего церковной музыки, у Джакомо Антонио Перти, капельмейстера собора Святого Петра.
В 1721 году вступил во францисканский монастырь. Изучал философию, математику и теорию музыки; в 1725 году 19-летний Мартини стал капельмейстером церкви Святого Франциска.
Рукоположён в сан священника в 1729 году. Разносторонне образованный музыкант и учёный, падре Мартини на протяжении нескольких десятилетий находился в центре музыкально-общественной жизни Италии, собрал уникальную коллекцию книг и манускриптов.
Падре Мартини был также крупнейшим педагогом своего времени, членом и с 1758 года руководителем Болонской филармонической академии.
Среди его учеников — И. К. Бах, Ф. Л. Гассман, В. А. Моцарт, Н. Йоммелли, С. Маттеи, Ф. А. Б. Уттини, А. Фави, М. С. Березовский.
Именем падре Мартини названы консерватория (1804 год) и городская библиотека в Болонье.

## Творчество
Как композитор падре Мартини следовал традициям «римской школы» церковной музыки. Автор месс, ораторий, произведений для органа, клавесина, вокальных дуэтов, хоров с инструментальным сопровождением.
Главный теоретический труд падре Мартини — «Образец, или Основной практический очерк контрапункта» (Esemplare ossia saggio fondamentale pratico di contrappunto sopra il canto fermo, т. 1—2, 1774—1775). Его «История музыки» (Storia della musica, т. 1 — 3, 1757—1781) — один из первых капитальных трудов в этой области; три тома охватывают древние эпохи и античность, четвёртый том, посвящённый раннему средневековью, остался незавершённым.